# Ontvangstkantoor Rijksbelastingen (Venlo)
Het voormalige Ontvangstkantoor Rijksbelastingen is een monumentaal pand in de Nederlandse plaats Venlo.

## Geschiedenis
Rond 1900 werd het gebouw gebouwd en is waarschijnlijk naar het ontwerp van architect Henri Seelen. Het was bedoeld voor de verwerking van ontvangsten van de Rijksbelastingen van de regio Venlo.

## Bouwwerk
Het pand is opgetrokken in neorenaissance-stijl met art nouveau-elementen
Het pand is van binnen en buiten redelijk gaaf en is door zijn grootte, monumentale indeling en uitstraling en ligging redelijk zeldzaam.